# Konami Blades Of Steel Based Hardware
Konami Blades Of Steel Based Hardware es una placa de arcade creada por Konami destinada a los salones arcade.

## Descripción
El Konami Blades Of Steel Based Hardware fue lanzada por Konami en 1986.
Posee un procesador 6309 y chips de video 007342 007420 007327.
En esta placa funcionaron 4 títulos.

## Especificaciones técnicas

### Procesador
- 6309

## Lista de videojuegos
- Battlantis
- Blades Of Steel
- Rack'Em Up / The Hustler
- Rock 'n Rage / Koi no Hotrock